# Операция «Цербер»
Операция «Цербер» или Операция «Церберус» (англ. Operation Cerberus, нем. Zerberus, позже Cerberus) — немецкое название операции по передислокации трёх крупных надводных кораблей Кригсмарине из Бреста в Германию. В англоязычной литературе известна как «Рывок через Ла-Манш» (англ. Channel Dash).

## Предыстория
Операции по проводке надводных кораблей через Ла-Манш проводилась немцами не раз. Так, например, незадолго до описываемых событий:
- 27 ноября 1941 года совершил прорыв через Дуврский пролив «Sperrbrecher 52» (вспомогательный крейсер «Комет») с запада на восток.
- В первой половине декабря «Sperrbrecher 53» (вспомогательный крейсер «Тор») с востока на запад.

Отличительной чертой операции «Цербер» является как количество проводимых кораблей, так и количество задействованных сил кригсмарине и люфтваффе для обеспечения успешного выполнения этой операции. Кроме того, апогей операции приходится на середину дня.
Зимой 1941—1942 гг. в Бресте базировались Шарнхорст (флаг вице-адмирала Цилиакса, капитан 1 ранга Хоффманн), Гнейзенау (капитан Отто Файн), Принц Ойген.
12 января 1942 в ставке фюрера было принято решение о передислокации кораблей «брестской группы» в порты Германии. Расстояние между Брестом и Вильгельмсхафеном ~850 миль.

## Подготовка
Командование этой операцией было поручено вице-адмиралу Отто Цилиаксу. Начальник штаба — капитан 1 ранга Рейнике. Для проведения операции были привлечены 6 эсминцев, 14 миноносцев, 28 торпедных катеров:
ЭМ: «Z-29» (кап. 1 ранга Эрих Бей), «Richard Beitzen» (кап. 1 ранга Бергер), «Paul Jacobi», «Hermann Schoemann», «Friedrich Inn», «Z-25»
ММ: «Jaguar», «Falke», «Iltis», «Kondor», «Seeadler», 2-я флотилия: «T-11», «T-2», «T-4», «T-5», «T-12»; 3-я флотилия (командующий корветтен-капитан Ганс Вильке): «T-13», «T-15», «T-16», «T-17».
Для взаимодействия с люфтваффе в распоряжение к Цилиаксу прибыл полковник авиации Ибель, который должен был руководить действиями истребителей.
Между 22 января и 10 февраля пилоты истребительных подразделений люфтваффе, которые базировались во Франции и странах Бенилюкса, провели совместно с кригсмарине восемь крупных учений — 450 самолёто-вылетов.
За организацию и обеспечение истребительного прикрытия отвечал полковник Адольф Галланд, недавно назначенный инспектором (командующим) истребительной авиацией. В его распоряжении имелось 252 истребителя Bf.109 и Fw-190 из состава 1, 2 и 26-й истребительных эскадр и истребительного училища люфтваффе в Виллакубле под Парижем ещё около 30 ночных истребителей Bf.110.
Радиоэлектронной борьбой руководил генерал Вольфганг Мартин: была проведена разведка несущих частот береговых РЛС и их примерного географического положения, разработаны передатчики помех (для ослепления индикаторов вражеских РЛС), выбраны точки их базирования и выверен график их включения (противник не должен догадаться о проведении операции). Поэтому передатчики включались на короткое время, и у британцев создавалось впечатление о непонятных явлениях в атмосфере.
Был продуман ряд мероприятий по дезинформации противника. На корабли загружались ящики с пробковыми шлемами и бочки с маслом, с надписями на таре: «Для использования в тропиках». До самого последнего момента (выхода кораблей) продолжалось почтовое и прачечное обслуживание экипажей.
Задача определения курса эскадры от Бреста до Северного моря легла на плечи капитана 1 ранга Гисслера, флагманского штурмана адмирала Цилиакса. Командующий тральными силами германского флота контр-адмирал Фридрих Руте обеспечивал безопасный путь для эскадры. Его корабли (тральщики) завершив очистку каждый своего сектора, отмечали фарватер буями и плавучими огнями. Но Руге не смог одинаково хорошо отметить протраленный фарватер по всей его длине, так как чрезмерный расход буев со складов во Франции мог вызвать подозрения. Он решил эту проблему просто. Он начал направлять катерные тральщики в Ла-Манш, где они должны были изображать плавучие маяки.
Ночью, во время выхода кораблей из базы, британцами была произведена атака 18 «Веллингтонами». Ни одна из бомб корабли не поразила, а экипажи самолётов RAF не заметили в гавани Бреста ничего необычного.

## Ход операции
22:45 11 февраля соединение (оба линкора, крейсер и шесть эсминцев) покинуло Брест.
2-я флотилия вышла из Гавра, 3-я из Дюнкерка обе присоединились к эскадре около 10 часов утра когда та миновала меридиан устья Сены. У мыса Гри-Не в эскортирование включилась 5-я флотилия (пять кораблей типа 23/24)
8:50 над соединением появилась первая группа истребителей прикрытия — ими были Bf.110
Кроме того, два самолёта, оборудованных передатчиками радиопомех, начали излучение с целью помешать обнаружению большой группы самолётов, сопровождающей корабли. Когда корабли достигли зоны работы британских береговых РЛС, были задействованы и немецкие береговые станции помех. Их действие было настолько эффективно, что часть британских РЛС пришлось выключить, а функционирующие станции начали изменять рабочие частоты, чтобы уйти от помех. Британцы ещё долго считали, что имеют дело с каким-то неизвестным атмосферным явлением.
Около 10 часов утра одна из британских РЛС перешла на такую высокую частоту, что немцы не смогли создать ей помеху. С неё и поступило сообщение о немецких самолётах, летающих над проливом на малой высоте.
В районе 11 часов Ме-110 были сменены на Ме-109 из JG-2. Когда корабли миновали устье Соммы, над ними пролетала пара «Спитфайров» (британские истребители возвращались из рейда в воздушное пространство Северной Франции. Обнаружив крупные корабли немцев, лётчики (групп-кептен Виктор Бимиш и винг-коммандер Кинли Финли Бойд (14 побед у каждого)) тем не менее решили сохранять радиомолчание и в штабе британских ВМС о немецких кораблях узнали только через 30 минут после посадки[уточнить].
12:20 — атака 5 торпедных катеров. (?)
12:30 — корабли втянулись в самую узкую часть Ла-Манша и вошли в зону ответственности JG-26. Группу из самолётов 8-й и 9-й эскадрилий вёл командир III./JG-26 майор Герхард Шёпфель.
12:45 Цилиакс находился в 10 милях от Кале, когда его соединение было атаковано 6-ю самолётами-торпедоносцами 825-й эскадрильи авиации флота (англ. Fleet Air Arm, FAA) в сопровождении 10 истребителей. Германские истребители находились выше и сразу спикировали, чтобы перехватить «Суордфиши». Тем не менее пилотам 10 «Спитфайров» удалось сбить 3 машины из 9-й эскадрильи. Более 80 зенитных орудий на германских кораблях развернулись на левый борт, чтобы встретить эту самоубийственную атаку. Все 6 самолётов 825-й эскадрильи под командованием лейтенант-коммандера Юджина Эсмонда были сбиты.
13:30 — прошли мыс Гри-Не (фр. Gris-Nèz).
13:45 (?) Слева по борту «Шарнхорста» взлетели фонтаны воды. Это с большим опозданием открыли огонь береговые батареи. Их снаряды безвредно падали в воду далеко от германских кораблей (33 выстрела 234-мм орудиями). Головной эсминец сразу начал ставить дымовую завесу. Через несколько минут артиллеристы батарей Дувра прекратили огонь, так как в дыму и тумане потеряли цель.
14:31 в 30 м по левому борту «Шарнхорста» прогремел взрыв — сработала магнитная мина (погода была плохая, с кораблей не различали вешки, выставленные ранее прошедшим тральщиком). На корабле из-за повреждения предохранителей вышли из строя электрические системы, оставив все помещения без освещения на 20 минут. Оставшиеся без питания аварийные выключатели на котлах и турбинах не позволили сразу остановить турбины.
Отто Цилиакс перенёс флаг на эсминец «Z-29». С повреждённым кораблём осталось 4 миноносца. «Гнейзенау» и «Принц Ойген» пошли дальше.
Спустя 18 минут после взрыва на «Шарнхорсте» запустили первую турбину, через 6 минут — вторую и в 15:01 — третью, что позволило дать ход в 27 узлов. Вскоре после этого двухмоторный бомбардировщик сбросил несколько бомб в 90 м от левого борта, которые не причинили повреждений. Чуть позже «Шарнхорст» в течение 10 минут атаковали 12 «Бофортов», но их отогнали зенитный огонь и истребители люфтваффе. Затем удалось уклониться от торпеды, сброшенной самолётом с кормового угла.
14:40 группу эскорта атаковала эскадрилья «Харрикейнов» с пушечным вооружением. Повреждения получили эсминец «Ягуар» и миноносец «Т-13», британцы потеряли 4 самолёта.

### Атака эсминцами ВМФ Великобритании
План перехвата был составлен вице-адмиралом Рамсеем при участии капитана Пайзи (Пизи). В плане исходили из того, что прорыв немецких кораблей будет осуществляться ночью.
Флотилии были в полной боевой готовности у Гарвича.
Командир 21-й флотилии эсминцев (кавалер ордена «За заслуги») кэптен К. Т. М. Пайзи (Пизи) на лидере «Кэмпбелл», база Гарвич. Состав: один эсминец «Вивейшэс» (Vivacious) и приданная 16-я флотилия (под командованием кэптена Дж. П. Уайта) в составе лидера «Маккей», эсминцев «Уитшед», «Вустер» и «Уолпол».
11:45 был получен сигнал из Дувра о прохождении немецкими кораблями Булони. Немедленно корабли двинулись в составе двух дивизионов (1-й: «Кэмпбелл», «Вивейшэс», «Вустер»; 2-й: «Маккей», «Уитшед», «Уолпол») на перехват.
13:00 «Уолпол» из-за аварии с машиной (проблемы с подшипниками гребного вала) повернул обратно. Вскоре после этого два звена германских бомбардировщиков атаковали «Маккей» (безрезультатно), а ещё через несколько минут соединение было атаковано британским (своим же) бомбардировщиком «Хэмпден».
15:17 крупные немецкие корабли были обнаружены радаром «Кэмпбелла».
15.40 установлен визуальный контакт. Скорее случайно, чем организованно, атака соединения совпала по времени с атакой британскими торпедоносцами «Бофорт», что позволило эсминцам 1-го дивизиона сблизиться с целью на дистанцию 16 кабельтовых. Эсминец «Вустер» принял всю тяжесть бортовых залпов с «Гнейзенау» и «Принца Ойгена». Его командир лейтенант-коммандер Коутс приказал экипажу приготовиться оставить корабль. Не имея возможности двигаться и сражаться (17 убитых 45 раненых из 130 человек экипажа), «Вустер» находился в гибельном положении в тот момент, когда немцы прошли мимо, не обращая внимания на горящий и тонущий корабль (немцы считали, что он обречён).
4 британских эсминца, вернувшись на поле боя, взяли в охранение повреждённый «Вустер» и сопроводили его назад в Гарвич, подвергаясь неоднократным атакам своих и немецких бомбардировщиков.
«Z-29» тоже вёл огонь по британским эсминцам в последние минуты боя. Один из его собственных снарядов разорвался, не успев вылететь из ствола. Из-за повреждений эсминец на 20 минут потерял ход. Цилиаксу пришлось переходить на «Герман Шеманн»; пока с помощью шлюпок пересаживали командующего, «Шарнхорст» нагнал эсминец.
18:00 «Шарнхорст» подошёл к побережью Голландии. В 19:16 за его кормой упало несколько бомб, сброшенных с большой высоты.
Истребители Люфтваффе и зенитная артиллерия кораблей сбили 12 бомбардировщиков «Хемпден» и «Блейнхейм», 6 торпедоносцев «Свордфиш», 6 «Харрикейнов», 8 «Спитфайров», а также 4 двухмоторных истребителя «Уирлвинд» («Whirlwind»). 14 английских лётчиков погибли, а трое попали в плен (в том числе литовец). Ещё два «Спитфайра» столкнулись в облаках, и один пилот погиб.
Люфтваффе потеряли 7 истребителей, погибли 4 пилота.
19:55 на мине подорвался «Гнейзенау» (около острова Терсхеллинг, Голландия).
20:30 эскадра прошла мимо острова Тексел.
21:34 с правого борта «Шарнхорста» на глубине 24 м взорвалась ещё одна магнитная мина. На две минуты вышли из строя гирокомпасы и освещение. Снова пришлось остановить все турбины: левую и среднюю заклинило, а правая оставалась исправной.
3:50 13 февраля вместе с двумя эсминцами «Гнейзенау» стал на якорь в Гельголандской бухте (Helgoland bight).
8:00 «Шарнхорст» встретил несколько задержавший его продвижение лед в устье реки Яде. Вице-адмирал Цилиакс снова перенёс на него флаг; днём корабль пришёл в Вильгельмсхафен.
Всего в атаках на соединение участвовало 242 британских самолёта, из которых на цель смогли выйти всего 39.
За ночь (12-13 февраля) британские лётчики совершили более 740 самолёто-вылетов. Без результатов.
Но из стартовавших 242 самолётов 188 вообще не обнаружили Цилиакса. 15 бомбардировщиков были сбиты. И только 39 самолётов атаковали германские корабли, но не добились ни единого попадания. А вдобавок часть бомб была сброшена на возвращающиеся британские эсминцы.

## Награды
Командир соединения торпедоносцев лейтенант-коммандер Юджин Эсмонд за проявленную самоотверженность был посмертно награждён Крестом Виктории.
Цилиакс и Хоффманн были награждены Рыцарскими крестами за этот прорыв. Капитан 1 ранга Гисслер получил Золотой Германский крест. Командир «Гнейзенау» Отто Файн награждён не был.

## Оценка
В Палате общин (Великобритании) состоялось разбирательство по поводу беспрепятственного перехода немецких кораблей. Явно расстроенный, но сохраняющий достоинство Черчилль заявил: «Хотя это может оказаться несколько неожиданным для парламента и народа, я должен заявить, что по мнению Адмиралтейства — с которым я поддерживаю самую тесную связь — уход немецкой эскадры из Бреста привёл к решительному изменению военной ситуации в нашу пользу».
«Нью Стейтсмен» потребовал объяснить, как это стало возможным, чтобы КВВС сбросили на 3 германских корабля более 4000 тонн бомб, но при этом те «сумели полным ходом уйти из Бреста».
Консервативная лондонская «Таймс» выразила удивление и разочарование всей Британии, написав:
«Вице-адмирал Цилиакс преуспел там, где потерпел неудачу герцог Медина-Сидония… Ничто более оскорбительное для гордости морской державы не происходило в наших отечественных водах с XVII века».